# Stadtoldendorf
Stadtoldendorf is een gemeente in de Duitse deelstaat Nedersaksen. De gemeente maakt deel uit van de Samtgemeinde Eschershausen-Stadtoldendorf in het Landkreis Holzminden. Stadtoldendorf telt 5.636 inwoners.

## Ligging, infrastructuur

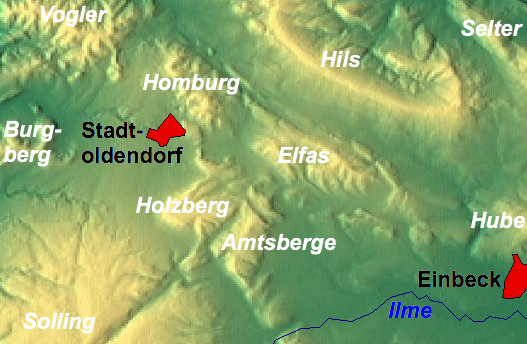
De heuvelruggen rondom Stadtoldendorf

Stadtoldendorf is fraai gelegen tussen de heuvelruggen van het Wezerbergland.
De stad ligt niet aan een grote doorgaande weg. Goede provinciale wegen (Landes- en Kreisstraßen) verbinden haar met o.a. het 15 km zuidwestelijker Holzminden en met alle dorpen en stadjes in de directe omgeving. 
De enige spoorwegaansluiting in de Samtgemeinde Eschershausen-Stadtoldendorf is Station Stadtoldendorf,  aan de lijn Holzminden-Kreiensen, waar éénmaal in de twee uur een stoptrein naar Kreiensen en naar Holzminden stopt.
Lijnbussen rijden slechts enkele keren per dag, en wel naar Eschershausen, Dielmissen en Bodenwerder v.v. Op zondag rijdt deze bus slechts drie keer.

## Economie
De gipswinning en -bewerking (productie van gipsplaten voor de bouwnijverheid) is nog steeds een belangrijke bedrijfstak in Stadtoldendorf. De groeve, voorheen van het ook in Nederland en België  zeer bekende concern Knauf, tegenwoordig van zijn dochteronderneming VG-Orth GmbH & Co. KG,  bevindt zich ten noorden van de stad in de zuidwestelijke helft van het Homburgwald of Stadtoldendorfer Wald.  Een ander groot bedrijf houdt zich bezig met de verwerking en recycling van afval, o.a. afval van asfalt- en bitumenfabrieken.
Daarnaast is, vanwege de fraaie ligging in het Wezerbergland het toerisme van groot economisch belang voor het stadje.

## Geschiedenis

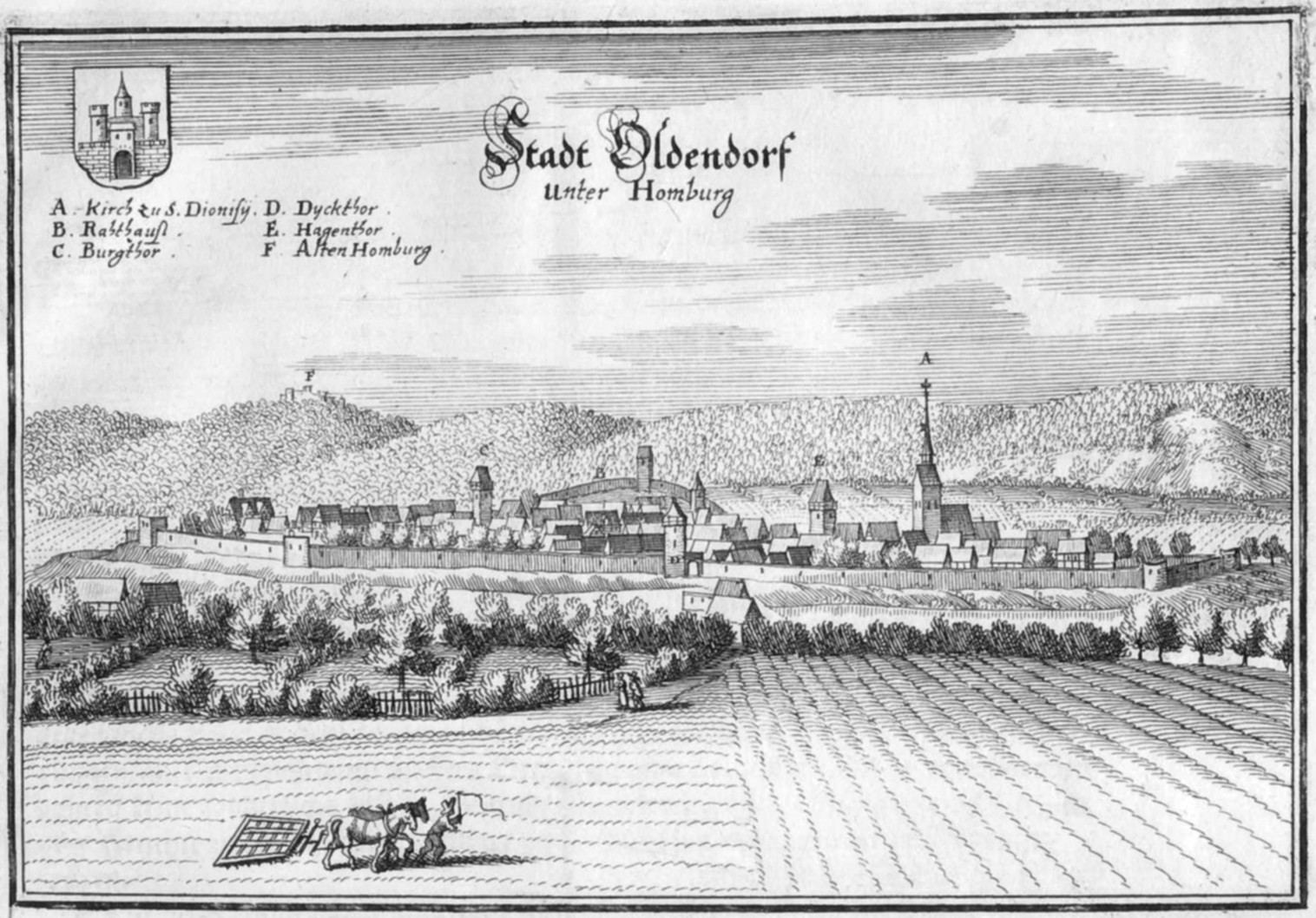
Merian-ets Stadtoldendorf, midden 17e eeuw

In de 9e eeuw ontstond een plaats met de naam Oldendorf, die in de 13e eeuw het middelpunt werd van een klein staatje, bestuurd door leden van het adellijk geslacht Von Homburg. Dezen hadden op de heuvel ten noorden van Oldendorf hun kasteel en residentie.  Zij verleenden het oude dorp ook stadsrechten in 1255. Omdat er meer plaatsen in de regio Oldendorp, Altendorf e.d. heetten, werd deze plaats nu voortaan Stadtoldendorf genoemd. In 1479 werd het stadje het toneel van oorlogsgeweld: bij een veldslag tussen Bohemen en soldaten van de Hanze vielen voor de poorten van Stadtoldendorf 900 slachtoffers. In de Dertigjarige Oorlog (1618-1648) werd de stad diverse malen belegerd, ingenomen en verwoest.  Tussentijds werd Stadtoldendorf herhaaldelijk door andere rampen, zoals grote branden en pestepidemieën getroffen. Verdere economische achteruitgang werd veroorzaakt, doordat een oude handelsroute, die vermoedelijk nog tot en met de 16e eeuw langs Stadtoldendorf liep, naar elders werd verlegd.
In de 18e en de eerste helft van de 19e eeuw woonden in het stadje vrij veel arme boeren, die karige landerijen buiten Stadtoldendorf bezaten, en om rond te kunnen komen thuis linnen weefden. Hieruit ontwikkelde zich een bescheiden textielindustrie.  
De heuvels in de directe omgeving bleken bruikbaar voor de winning van gips te zijn. De gipsmijnen waren, vooral na de opening van de spoorlijn en het station van Stadtoldendorf in 1865, een belangrijk middel van bestaan in het stadje. Veel belangrijke ondernemers in het Stadtoldendorf van de eerste helft der 20e eeuw waren joodse mannen, en dezen begunstigden de stad door haar een ziekenhuis en de uitzichttoren op de Kellberg te schenken. De  nazi-periode was voor hen rampzalig. De in november 1938 met de Kristallnacht begonnen Jodenvervolging, die uiteindelijk circa 40 inwoners van het stadje de dood in de vernietigingskampen bracht, wordt door struikelstenen en een monument bij de voormalige synagoge gememoreerd.
Van 1959 tot 2003 was de Yorck-kazerne te Stadtoldendorf standplaats van een aantal tankeenheden van de Bundeswehr. De vergrijzing, het vertrek van de militairen en de gedaalde werkgelegenheid leidden tot een terugloop in het aantal inwoners (in 1996: 6.462 personen; ultimo 2013: 5.601).

## Bezienswaardigheden, natuurschoon
- Het plaatselijke streekmuseum is ondergebracht in diverse huizen en voormalige boerderijen in Stadtoldendorf en vertoont zodoende overeenkomsten met een bescheiden openluchtmuseum. Speciale aandacht is er voor de gipsmijnbouw. Bij speciale gelegenheden worden er ritten gemaakt met de historische tractoren en aanverwante oude voertuigen, die tot de museumcollectie behoren.
- Van de middeleeuwse stadsommuring en van de versterkte gebouwen buiten de muren zijn nog enige torens en andere muurrestanten bewaard gebleven. Eén van de torens, de Försterbergturm aan de noordoostrand van het stadje, werd in 1937 gerenoveerd, waarna er een vakwerkhuisje bovenop werd gebouwd.
- Direct ten oosten van Stadtoldendorf ligt de  heuvel Kellberg (uitzichttoren, fraai panorama).
- In het stadscentrum, met name rondom de Markt staan enige schilderachtige, oude vakwerkhuizen.
- Ten noorden van Stadtoldendorf, in de richting van Eschershausen, ligt een grotendeels beboste heuvelrug met de naam Homburgwald of Stadtoldendorfer Wald. De hoogste heuvel in dit gebied, de op circa 4 km (hemelsbreed 3 km) ten noorden van het stadje liggende en 404 meter hoge Großer Homburg, heeft op zijn top de ruïne van het voormalige kasteel van de heren Von Homburg. Deze ruïne kan bezichtigd worden. Eén toren van de Burg Homburg  is gerestaureerd en kan worden beklommen (fraai panorama).
- Ten westen van het stadje, in de gemeentes Bevern en Bodenwerder ligt de heuvelrug Vogler.
- Op slechts 3 km ten westen van Stadtoldendorf, op het grondgebied van Negenborn, staat in een fraai beekdal het oude, bezienswaardige klooster Amelungsborn.
- De evangelisch-lutherse St. Dionysiuskerk in Stadtoldendorf dateert uit 1800, de kerktoren uit 1905. Het loont de moeite, de kerk binnen te gaan, wanneer het welluidende kerkorgel bespeeld wordt.

## Afbeeldingen

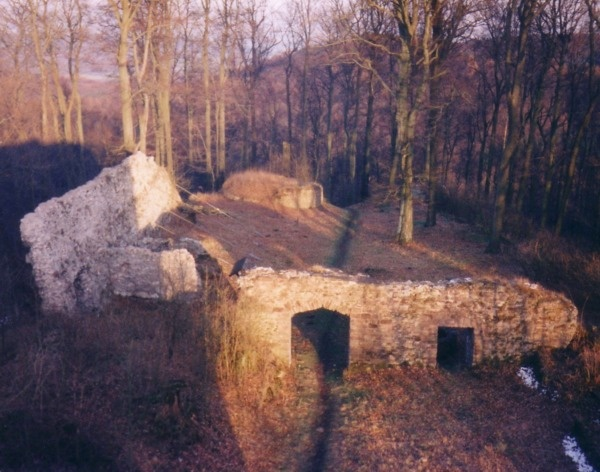
Ruïne Burg Homburg op de ruim 400 m hoge heuvel Großer Homburg
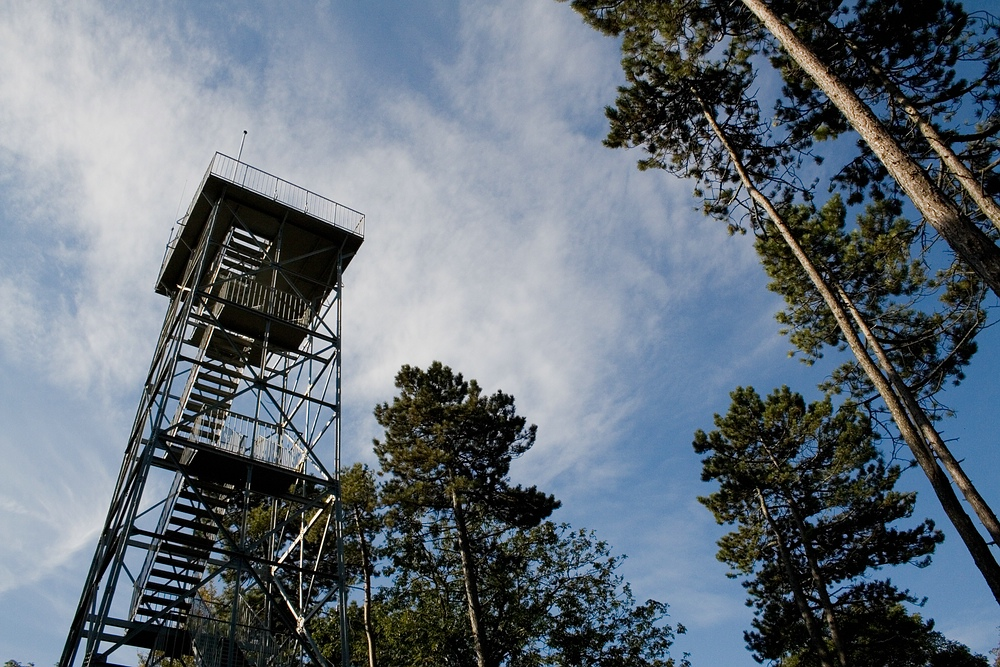
Uitzichttoren op de Kellberg (1906)
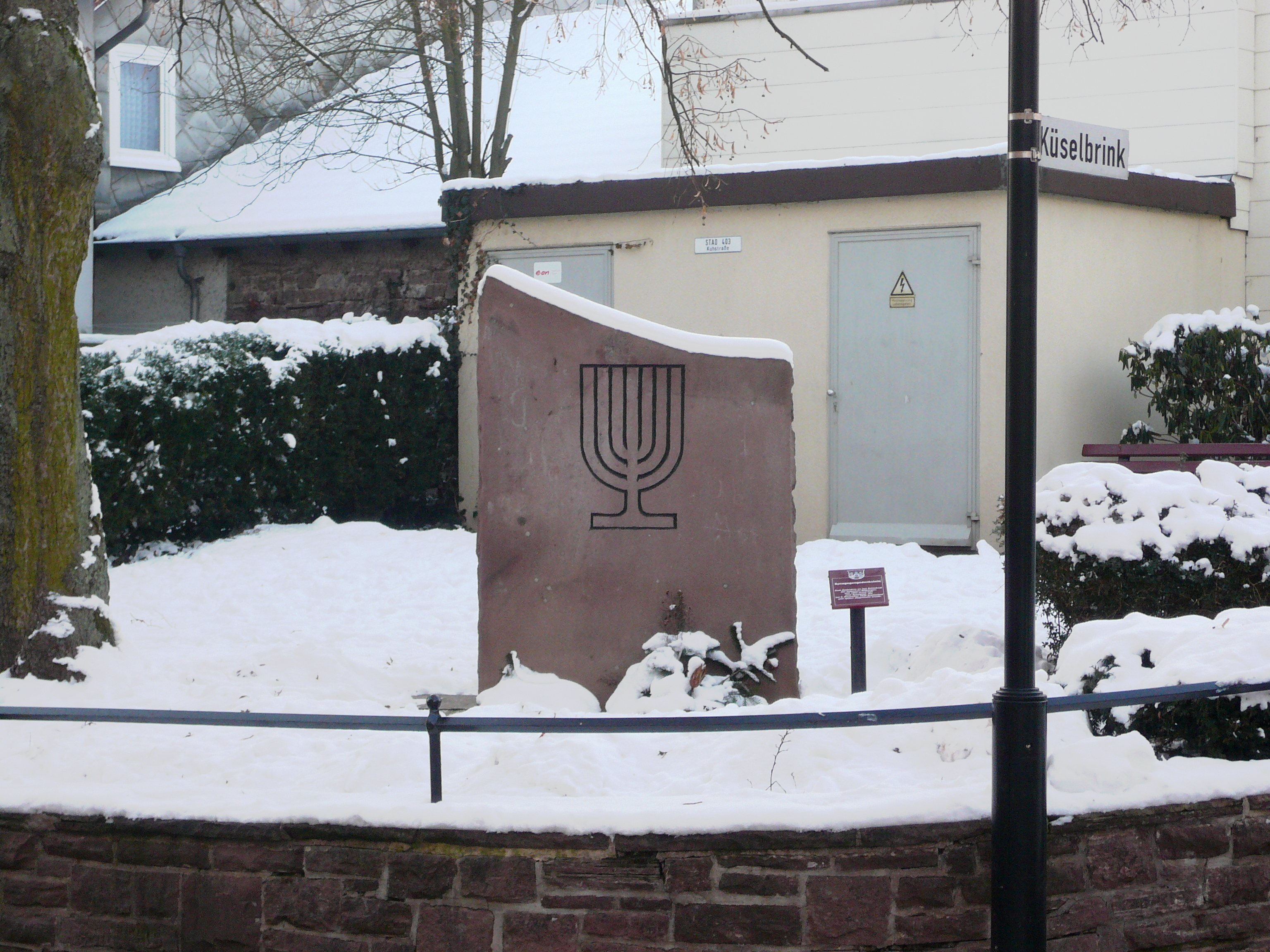
Monument voor de slachtoffers van de holocaust bij de v.m. synagoge te Stadtoldendorf
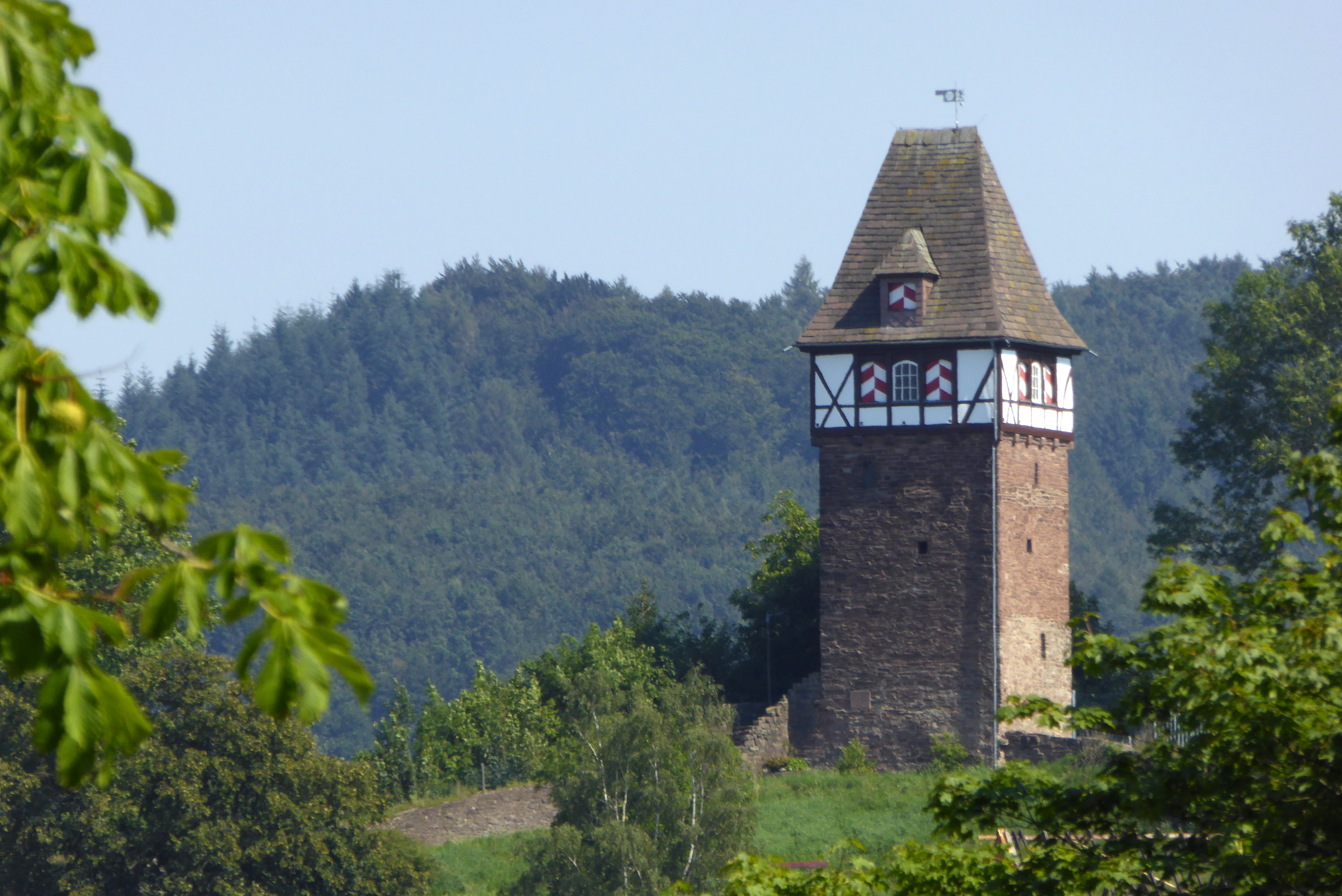
De Försterbergturm
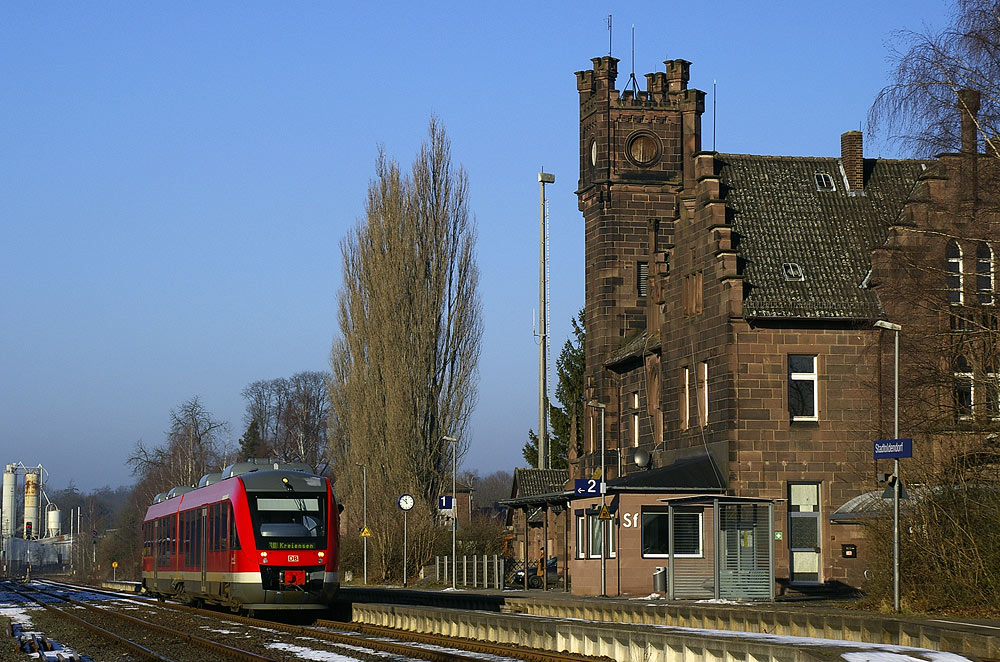
Het station

## Belangrijke personen in relatie tot de gemeente
- Beate Passow (* 1945 in Stadtoldendorf),  Duitse installatie-, foto- en collagekunstenares. Haar opvallende werk behandelt o.a. de invloed van het (deels zeer duistere) verleden van o.a. Duitsland op de tegenwoordige mens: "verwerking van het heden". Eén van haar kunstwerken kwam tot stand met medewerking van Harry Mulisch. Een ander werk van haar, Wonden der Herinnering, bestaat uit ter herinnering aan de Tweede Wereldoorlog en de Duitse bezetting toen van diverse landen geplaatste kleine monumenten, o.a. te Antwerpen en Rotterdam.
- Steve Schroyder (Stadtoldendorf, Nedersaksen, 29 april 1950), geboren onder de naam Wolfgang Schröder, musicus

## Partnergemeente
Er bestaat een jumelage met La Montagne in het departement Loire-Atlantique, Frankrijk.
- Gemeinsame Normdatei: 4105534-2
- MusicBrainz: 310b633b-7f82-48f0-bb93-f558fed97eda
- Nationale Bibliotheek van Tsjechië: xx0324663
- Virtual International Authority File: 152565920

Arholzen · 
Bevern · 
Bodenwerder · 
Boffzen · 
Brevörde · 
Deensen · 
Delligsen · 
Derental · 
Dielmissen · 
Eimen · 
Eschershausen · 
Fürstenberg · 
Golmbach · 
Halle · 
Hehlen · 
Heinade · 
Heinsen · 
Heyen · 
Holenberg · 
Holzen · 
Holzminden · 
Kirchbrak · 
Lauenförde · 
Lenne · 
Lüerdissen · 
Negenborn · 
Ottenstein · 
Pegestorf · 
Polle · 
Stadtoldendorf · 
Vahlbruch · 
Wangelnstedt